# A préri pacsirtája
A préri pacsirtája 1991-ben bemutatott magyar rajzfilm, amely Dargay Attila utolsó rendezése volt. A forgatókönyvet Nepp József írta, a zenéjét Pethő Zsolt szerezte. A mozifilm a Pannónia Filmstúdió gyártásában készült.

## Ismertető
Winnetou, Sir Harold és Old Shatterhand fontos megbízatása, hogy a Préri Pacsirtáját, Miss Isabellt elkísérjék Santa Dog City-be, a koncertjére...

## Alkotók
- Rendezte: Dargay Attila
- Írta: Dargay Attila, Nepp József
- Zenéjét szerezte: Pethő Zsolt
- Operatőr: Bacsó Zoltán
- Hangmérnök: Zsebényi Béla
- Hangrendező: Mohácsi Emil
- Vágó: Hap Magda
- Háttér: N. Csathó Gizella
- Animátorok: Bakai Piroska, Bende Rita, Dékány Ferenc, Kriskó Katalin, Máli Csaba, Radvány Ödönné
- Gyártásvezető: Mezei Borbála
- Műsorvezető: Radó Tamás

Készítette a Pannónia Filmstúdió.

## Szereplők
- Old Shatterhand: Sinkovits Imre
- Winnetou: Mikó István
- Sir Harold: Helyey László
- Miss Isabell: Lorán Lenke
- Bűzös Felhő: Bodrogi Gyula
- Kocsmáros: Horkai János
- Santer: Kristóf Tibor